# Camponotus foreli
Camponotus foreli är en myrart som beskrevs av Carlo Emery 1881. Camponotus foreli ingår i släktet hästmyror, och familjen myror.

## Underarter
Arten delas in i följande underarter:
- C. f. foreli
- C. f. tingitanus